# Anthony Thompson
Anthony Thompson (Filadelfia, 17 de agosto de 1981) es un deportista estadounidense que compitió en boxeo. Ganó una medalla de plata en el Campeonato Mundial de Boxeo Aficionado de 2001, en el peso wélter.
En marzo de 2002 disputó su primera pelea como profesional. En su carrera profesional tuvo en total 27 combates, con un registro de 24 victorias y 3 derrotas.

## Palmarés internacional
| Campeonato Mundial | Campeonato Mundial    | Campeonato Mundial | Campeonato Mundial |
| Año                | Lugar                 | Medalla            | Categoría          |
| ------------------ | --------------------- | ------------------ | ------------------ |
| 2001               | Belfast (Reino Unido) | Medalla de plata   | 67 kg              |